# Süleyman Nazif
Süleyman Nazif, in Turco ottomano: سلیمان نظیف (Diyarbakır, 29 gennaio 1870 – Istanbul, 4 gennaio 1927), è stato un poeta turco e un membro di spicco del CUP.  Egli padroneggiava l'arabo, il persiano e il francese, e lavorò come funzionario durante il regno del Sultano Abdul Hamid II. Nazif contribuì alla rivista letteraria Servet-i Fünun ("Ricchezza della conoscenza") fino a quando nel 1901 questa non venne censurata dal governo ottomano.

## Biografia
Süleyman Nazif nacque nel 1870 a Diyarbakır da Sait Pasha, un poeta e storico. Egli era il fratello del famoso poeta e politico turco Faik Ali Ozansoy. Iniziò la sua educazione quando era bambino a Maraş. Più tardi, seguì le scuole a Diyarbakir. Nel 1879, si unì nuovamente a suo padre a Maraş, prese lezioni private da suo padre e in lingua francese da un sacerdote armeno.
Dopo la morte di suo padre nel 1892, Süleyman Nazif lavorò in diversi posti nel Governatorato di Diyarbakir. Nel 1896, fu promosso e lavorò un po' a Mosul. Dopo essersi trasferito a Costantinopoli, iniziò a scrivere articoli contro il Sultano Abdul Hamid II simpatizzando con le idee e gli obiettivi dei Giovani Ottomani. Fuggì a Parigi, in Francia, dove rimase otto mesi continuando a scrivere articoli di opposizione sui giornali. Quando tornò a casa, tra il 1897 e il 1908 fu costretto a lavorare come segretario nel Governatorato di Bursa. Nel 1908, Süleyman Nazif si trasferì nuovamente a Istanbul, entrò a far parte del Comitato di Unione e Progresso e iniziò a praticare il giornalismo. Egli fu cofondatore di un giornale, Tasvir-i Efkar, insieme al noto giornalista Ebüzziya Tevfik. Sebbene questo giornale dovesse presto chiudere, i suoi articoli gli dettero notorietà come scrittore.
Dopo che il Sultano Abdul Hamid II restaurò la monarchia costituzionale in seguito alla Rivoluzione dei Giovani Turchi del 1908, Süleyman Nazif prestò servizio come governatore delle province ottomane di Basra (1909), Kastamonu (1910), Trabzon (1911), Mosul (1913) e Baghdad (1914). Tuttavia, dal momento che non aveva molto successo nelle cariche amministrative, nel 1915 decise di lasciare il servizio pubblico e tornare alla sua professione iniziale di scrittore. Durante il genocidio armeno, Nazif fu determinante nel prevenire massacri che si sarebbero potuti verificare nella provincia di Baghdad. In un caso, Nazif aveva intercettato un convoglio di deportati che contava 260 donne e bambini armeni che erano stati mandati a morte. Nazif chiese che il convoglio venisse trasferito in una zona più sicura a Mosul, ma alla fine la sua proposta venne respinta. I componenti del convoglio furono infine massacrati. Durante il suo periodo come governatore di Baghdad, Nazif visitò Diyarbakir dove incontrò un "odore pungente di cadaveri in decomposizione" che "pervadeva l'atmosfera e quell'odore acre gli ostruiva il naso, facendolo gorgogliare". Nazif era critico nei confronti del Dr. Mehmed Reshid, governatore di Diyarbakir, che era conosciuto come il "Macellaio di Diyarbakir". Nazif, che dichiarò che Reshid "distrusse con il massacro migliaia di umani", scrisse anche di una commissione istituita da Reshid con l'obiettivo di fornire una "soluzione della questione armena". Il comitato aveva una propria unità militare ed era chiamato "commissione d'inchiesta". Nazif incoraggiò anche altri governatori a non procedere con l'ordine di deportazione. In una lettera scritta a suo fratello Faik Ali Bey, il governatore di Kütahya, Nazif scrisse: "Non partecipare a questo evento, fai attenzione all'onore della nostra famiglia".
Il 23 novembre 1918, l'articolo di Nazif intitolato Kara Bir Gün (letteralmente: "Un giorno nero") fu pubblicato sul quotidiano Hadisat per condannare le forze di occupazione francesi ad Istanbul. L'articolo portò il comandante delle forze francesi a condannare Nazif all'esecuzione per fucilazione. L'ordine fu tuttavia annullato. Come risultato di un discorso pronunciato il 23 gennaio 1920 in occasione di un incontro per commemorare lo scrittore francese Pierre Loti, che aveva vissuto a lungo a Costantinopoli, Süleyman Nazif fu costretto all'esilio a Malta dai militari britannici occupanti. Durante il suo soggiorno di circa venti mesi a Malta, scrisse il romanzo Çal Çoban Çal. Dopo la Guerra d'indipendenza turca, tornò a Costantinopoli e continuò a scrivere. Nazif, sempre critico nei confronti delle potenze imperialiste europee, attrasse ancora una volta la loro ostilità quando scrisse il suo articolo satirico Hazret-i İsa'ya Açık Mektup ("Lettera aperta a Gesù") in cui descriveva a Gesù tutti i crimini perpetrati dai suoi seguaci nel suo nome. Due settimane dopo pubblicò "La risposta di Gesù" in cui, come se stesse parlando Gesù, confutò le accuse e replicò che egli non era responsabile per i crimini dei cristiani. Queste due lettere fecero scalpore tra i cristiani in Turchia e in Europa, mettendo Nazif sul punto di essere processato. Alla fine ciò non si concretizzò, Nazif si scusò ma non abbandonò le critiche nei confronti della "mentalità da crociati" degli imperialisti europei, che prendevano di mira la Turchia per estendere il loro potere sul suo territorio. Nazif morì di polmonite il 4 gennaio 1927 e fu sepolto nel cimitero dei martiri di Edirnekapı a Istanbul.